# Pilgrim's Rest
Pilgrim's Rest (Afrikaans: Pelgrimsrus) è un piccolo centro abitato del Sudafrica, situato nella provincia di Mpumalanga. È considerato un sito di valore storico in quanto fu un importante centro abitato durante la corsa all'oro nel Transvaal a partire dal 1873, poco dopo l'inizio degli scavi nella vicina area di MacMac. Dagli anni Settanta del XX° secolo, Pilgrim's Rest è divenuta una destinazione turistica.

## Storia
Il cercatore di metalli preziosi Alec Patterson fu il primo a trovare l'oro in questa zona. Cominciò a setacciare il corso d'acqua noto come Pilgrim's Creek quando i vicini scavi di MacMac erano divenuti oramai troppo affollati. Nel settembre del 1873 il Pilgrim's Creek divenne ufficialmente un filone d'oro di origine alluvionale, facendo sviluppare qui in poco tempo un centro abitato con circa 1 500 abitanti che verrà battezzato Pilgrim's Rest (in Italiano: il rifugio del pellegrino).

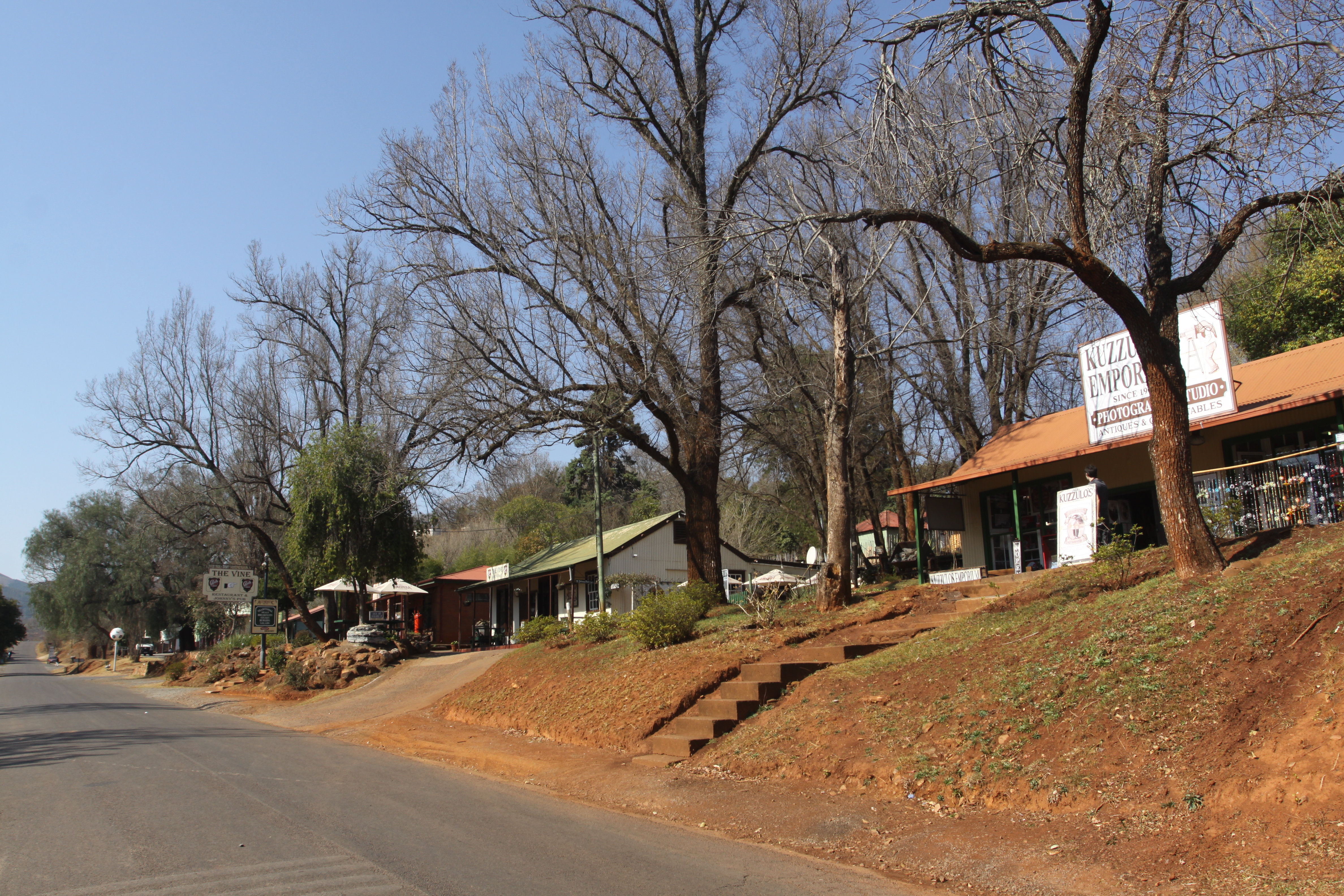
La via principale di Pilgrim's Rest fotografata nel 2016.

A partire dal 1880, l'oro alluvionale diminuì sensibilmente e i cercatori si interessarono ai nuovi depositi d'oro scoperti nella cittadina di Barberton. Verso la fine del diciannovesimo secolo molte piccole compagnie minerarie si fusero in un'unica società chiamata TGME (Transvaal Gold Mining Estates), che cominciò a scavare alcune miniere. Con il crescere del volume d'oro recuperato, venne costruita una piccola centrale idroelettrica denominata Belvedere Power Station lungo il fiume Blyde, 30 chilometri a est di Pilgrim's Rest. La centrale operò dal 1911 al 1992, facendo di Pilgrim's Rest la seconda cittadina sudafricana ad avere l'illuminazione stradale (la prima, Kimberley, era anch'essa una località di minatori).
Le miniere vennero chiuse nel 1971 e Pilgrim's Rest venne venduta al governo sudafricano per farne un museo nazionale. L'architettura del villaggio è praticamente rimasta invariata in quanto la località venne dichiarata museo nazionale nel 1986. Dal 2004 Pilgrim's Rest è nella lista dei possibili nuovi siti UNESCO, tuttavia le possibilità di entrare nella lista appaiono poche visto lo stato di abbandono in cui versa oggi il villaggio, con gran parte dei negozi chiusi e i musei in stato di abbandono.